# Tipula puncticollis
Tipula puncticollis är en tvåvingeart som först beskrevs av William George Dietz 1918.  Tipula puncticollis ingår i släktet Tipula och familjen storharkrankar. Inga underarter finns listade i Catalogue of Life.